# آنیتا تاریان
آنیتا تاریان (ارمنی: Անիտա Դարյան؛ ۲۶ آوریل ۱۹۲۷ – ۱ فوریهٔ ۲۰۱۵) خواننده سوپرانو، و بازیگر تئاتر موزیکال ارمنی‌تبار اهل ایالات متحده آمریکا بود. وی از دهه ۱۹۵۰ تا دهه ۲۰۱۰ میلادی مشغول فعالیت بوده‌است.

## زندگی‌نامه
وی با نام اصلی آنیتا مارگاریتا اسکندریان در دیترویت، میشیگان به دنیا آمد. در سال ۱۹۴۵ از دبیرستان کولی فارغ‌التحصیل شد و در مؤسسه موسیقی کرتیس فیلادلفیا و مدرسه جولیارد نیویورک در رشته اپرا تحصیل نمود. دوریان نقش‌هایی در اپرای نیویورک سیتی ایفا نمود. وی همچنین تکخوان فیلارمونیک نیویورک بود. وی به دلیل عوارض عمل جراحی در ۱ فوریه ۲۰۱۵ در سن ۸۷ سالگی در اوشن ساید، نیویورک درگذشت.